# Олімпік (радіоприймач)

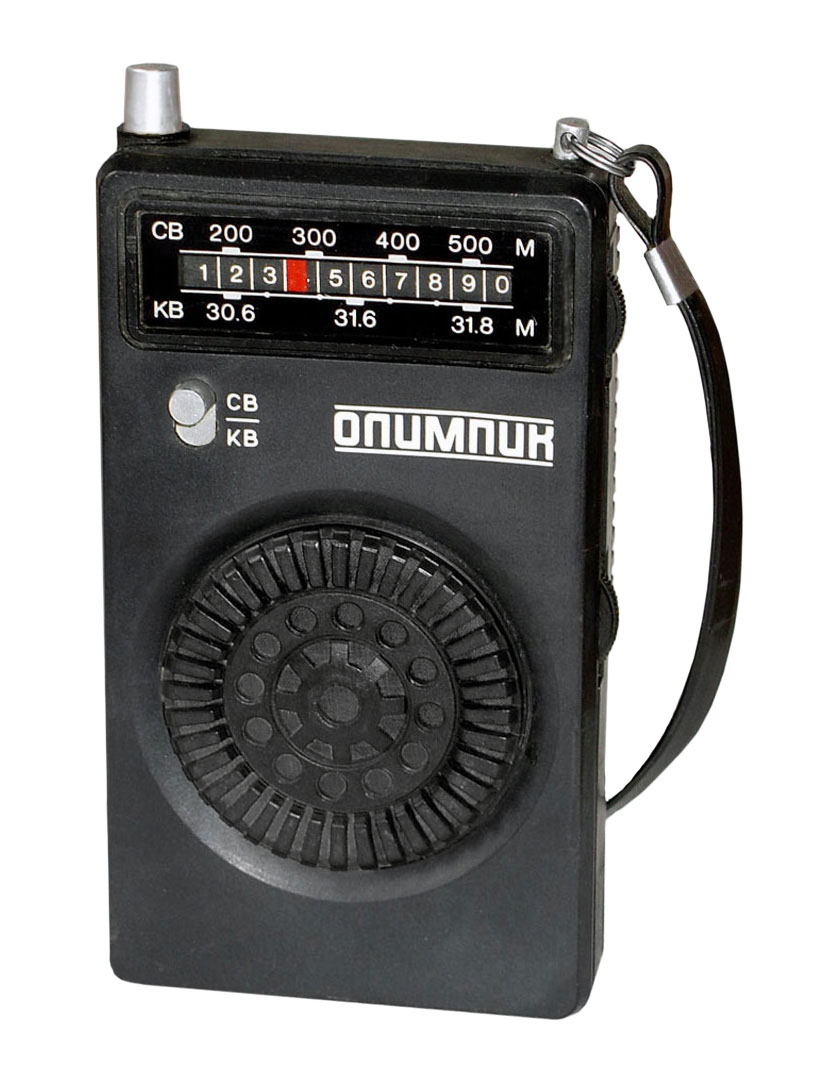
Портативний радіоприймач "Олімпік" (1977), автор першої моделі та "Олімпік-401" художник Микола Лебідь

«Олімпік» — серія українських супергетеродинних радіоприймачів. 

## Історія
Перша модель розроблена у 1977 році українським художником Миколою Лебедем, початок виробництва присвячений Олімпіаді 1980 року у Москві.
Радіоприймачі виробляв Світловодський завод «Олімп» (в деяких джерелах помилково вказують Світловодський завод «Калькулятор») та Виробниче об'єднання «Алатау» (Алмати, Казахстан).

## Характеристики
Середньохвильовий діапазон (СВ), один (КВ) або два короткохвильових (КВ1, КВ2) та ультракороткохильовий (УКВ) діапазони, в залежності від моделі.

## Модельний ряд і архітектура
Всі радіоприймачі серії містять однокристалевий ВЧ тракт на мікросхемі К174ХА2 (аналог TCA440). Для виділення проміжної частоти використаний фільтр зосередженої селекції або  п'єзофільтр. Підсилювач звукових частот виконаний, у залежності від моделі, на чотирьох або п'ятьох транзисторах. Радиоприймачі мають конектор для під'єднання монофонічного навушника, при цьому гучномовець автоматично вимикається. Компонування всіх радіоприймачів серії вертикальне. Відомі моделі:

### Олімпік
Перша модель серії, розробка 1977 року. Автор художньо-конструкторського рішення - художник Микола Лебідь. Приймач має вдалу, зручну конструкцію, був популярний в СРСР. Використовується власниками і сьогодні, більш ніж через 40 років з початку виробництва. У тракті проміжної частоти використовується фільтр зосередженої селекції. Підсилювач звукової частоти на чотирьох транзисторах: КТ315Б (перший каскад), КТ209Б (другий каскад), КТ315Б і КТ209Б (двотактний безтрансформаторний вихідний каскад) .

Габаритні розміри: 136×78×27,5 мм. Маса з батарейкою «Крона»: 300 г. 

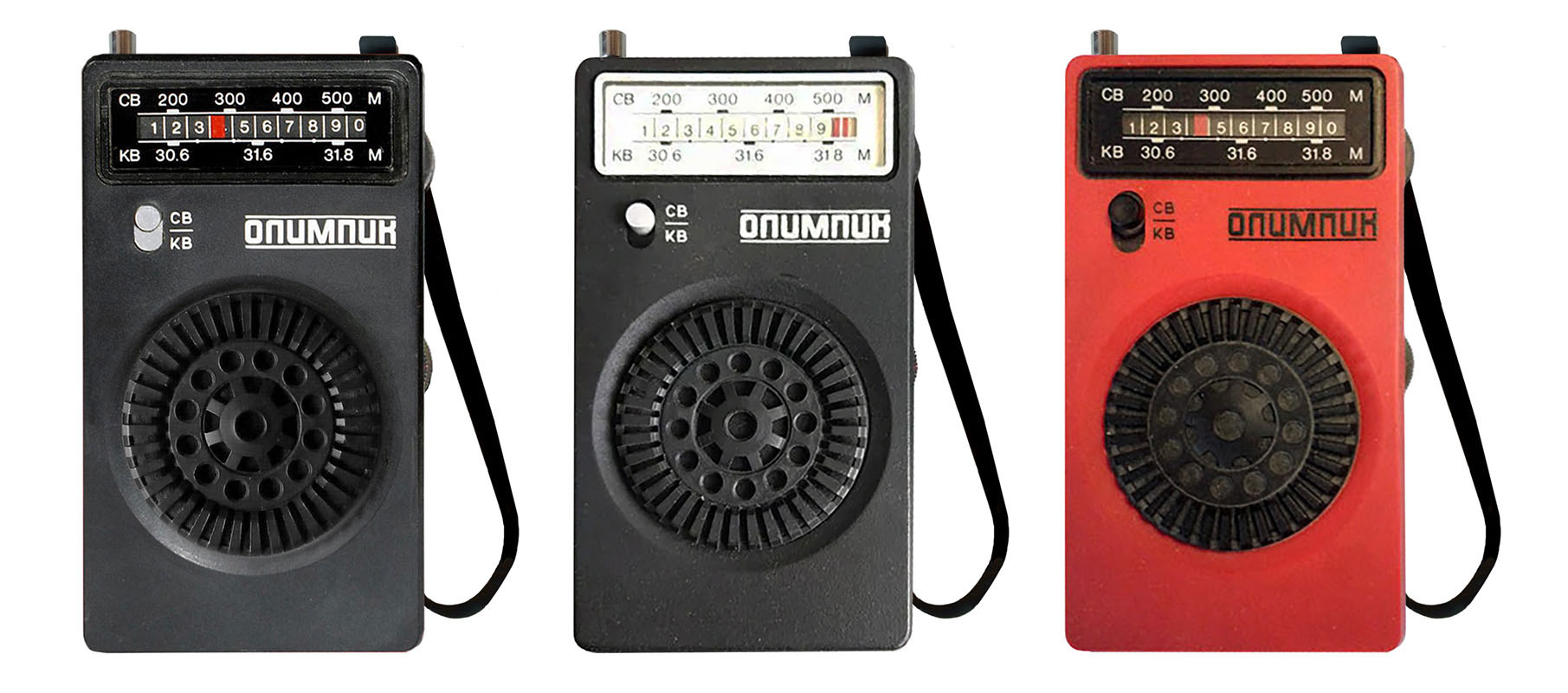
"Олімпік"

### Олімпік-401
Випускався з 1981 року. Аналог першої моделі "Олімпік" з незначними варіаціями в кріпленні ременя, чорний або сріблястий колір перемикача діапазону і насадки антени тощо.

Приймач має вдалу, зручну конструкцію, був популярний та постачався в усі країни СРСР. Використовується власниками і сьогодні, більш ніж через 40 років з початку виробництва. 

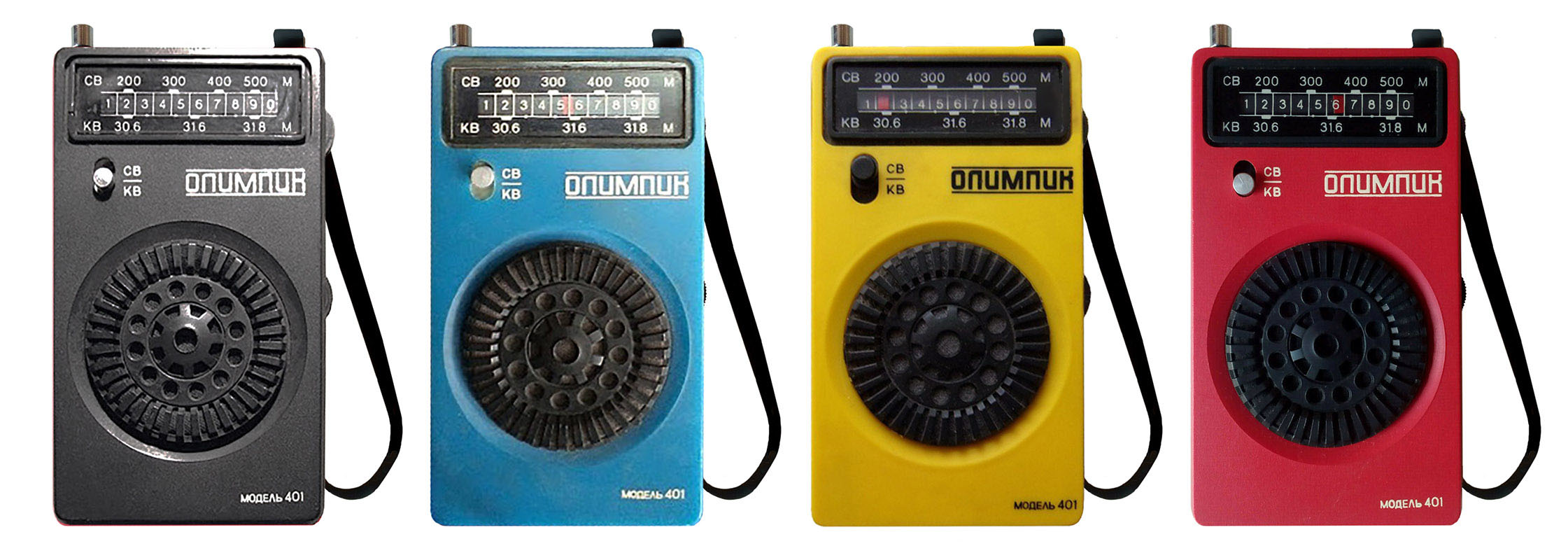
"Олімпік-401"

### Олімпік-2
Випускався з 1984 року. Відрізняється від попередніх моделей дизайном і зміненою схемою. Має два короткохвильових діапазона замість одного. У тракті проміжної частоти використовується п'єзофільтр. У підсилювачі звукової частоти для встановлення режиму вихідного каскаду замість резисторів використовуються два діода.
Габаритні розміри: 145×75×26 мм. Маса з батарею «Крона»: 300 г.

### Олімпік-402
Випускався з 1987 року. Дизайн ідентичний «Олімпік-2». Випускався в двох варіантах. Перший - з підсилювачем звукової частоти на чотирьох або п'яти транзисторах. Другий варіант підсилювача звукової частоти використовує додатковий транзистор КТ315Б для стабілізації режиму вихідного каскаду.
Відомі кольору корпусу - чорний, білий, блакитний, жовтий, зелений, червоний, коричневий, бордовий.

Ручка для кріплення на руці випускалася у двох варіантах: чорна гумова стрічка або чорна стрічка сплетена з синтетичних волокон. 

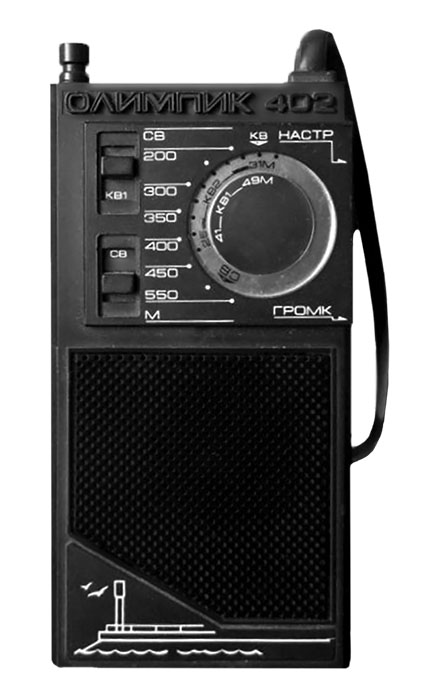
"Олімпік-402"

### Олімпік-403
Експериментальна модель обладнана годинником з рідкокристалічною індикацією, що випускався обмеженою серією з 1986 року. На відміну від попередніх моделей, має тільки середньохвильовий діапазон (ймовірно, для збереження низької вартості зважаючи на додатковий годинник), і живиться від трьох батарейок АА.
Габаритні розміри: 140×75×27 мм. Маса: 300 г.

### Алатау-301-1
З 1991, у Казахстані випускався «Алатау-301-1», подібний до моделей «Олімпік» та «Олімпік-401», але з відкидною сонячною панеллю.

### Олімпік-305 (РП-305)
Випускався з 1992 року. На відміну від решти моделей, ця модель отримала форм-фактор у горизотальному виконанні. Антена прикриплена ззовні на шарнірі, а не вбудована в корпус. Окрім СВ та КВ діапазонів, доповнено УКВ діапазоном.
Відомі кольори - червоний, зелений тощо. Живлення від трьох батарейок АА.

Габаритні розміри: 160×85×22 мм. Маса без батарейок: 280 г. 

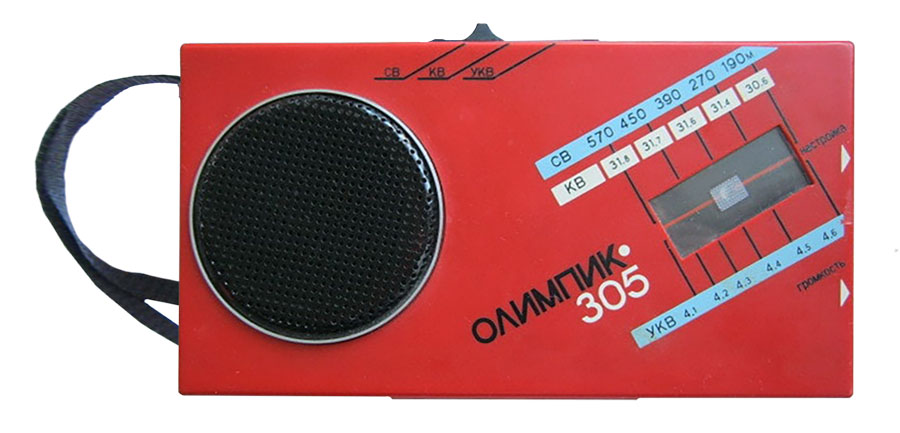
Олімпік-305

## Цікаві факти
- У 1993 році в журналі «Радио» було опубліковано аматорську схему модернізації «Олімпік 402» для зменшення енергоспоживання[14]. Згодом читачі журналу виявили що в цій схемі були допущені неточності, і подібне рішення вже використовувалося в «Олімпік 2»[15].
- 4 жовтня 2014, у Світловодську відбувся ювілейний захід присвячений 50-річчю заводу «Олімп», де серед іншого експонувалася колекція радіоприймачів «Олімпік» та макети станцій тропосферного зв'язку «Корвет» і «Бриг-1»[16][17].
- Окрім заводу «Олімп» у Світловодську існували кілька інших підприємств, які випускали побутові електронні прилади прилади, зокрема завод «Калькулятор», який виготовляв програмовані калькулятори та настінні годинники під брендом «Електроніка»: мікрокалькулятор Б3-34, настільний калькулятор МК-56[ru], годинники-будильники електронні сувенірні «Днепр» (з написами російською[18]) та «Україна» (з написами українською, Прапором України та Гербом України[19]).